# Gerard Denhoff (1589–1648)
Gerard Denhoff (ur. w 1589 roku – zm. w 1648 roku) – wojewoda pomorski w latach 1643–1648, kasztelan gdański w latach 1642–1643, podskarbi ziem pruskich w latach 1643–1648, dowódca wojskowy i dyplomata, zaufany Władysława IV, marszałek dworu królowej Ludwiki Marii, starosta malborski, kościerski, feliński i lucyński, ambasador Rzeczypospolitej w Królestwie Francji w 1645 roku, hrabia cesarstwa od 1635.

## Życiorys
Pochodził z rodziny Denhoffów, należącej do niemieckiej szlachty inflanckiej; przez całe życie słabo posługiwał się językiem polskim. Syn wojewody dorpackiego Gerarda, brat Ernesta Magnusa, Kaspra oraz poległego pod Cecorą – Hieronima (Hermana). Ojciec Władysława, wojewody pomorskiego (1677–1683). Przez całe życie pozostał gorliwym kalwinistą.
Był dworzaninem królewicza Władysława.
Wysłany za młodu na dwór elektora brandenburskiego kształcił się tam w sztuce wojennej, dochodząc do stanowiska rotmistrza. Powróciwszy do Polski, wraz z bratem Ernestem wziął udział w wyprawie chocimskiej.
Dowódca piechoty niemieckiej 1621, kasztelan gdański 1642 r., wojewoda pomorski i podskarbi ziem pruskich (1643), marszałek dworu królowej (1645), starosta kościerski, skarszewski, adzelski, feliński, lucyński, lignowski. W uznaniu zasług został ekonomem malborskim i jako taki przyczynił się do odnowienia zamku.
W latach 1624–1625 brał udział w wojnie o ujście Wisły ze Szwecją na Pomorzu. W tym czasie, w l. 1626–1629 stał na czele zaciężnej piechoty saksońskiej. Wsławił się jako dowódca obrony Torunia w 1629 r.
Został doradcą królewskim do spraw morskich. Jako poseł Władysława IV przebywał w Kopenhadze, próbując nakłonić króla duńskiego do sojuszu z Polską. W 1635 r. został członkiem i przewodniczącym Komisji Okrętów Królewskich, przyczyniając się do odbudowy i rozwoju polskiej floty. Wraz z Jerzym Ossolińskim opracował projekt pobierania ceł morskich. W 1645 r. prowadził rokowania w Paryżu w sprawie małżeństwa Władysława IV Wazy z Ludwiką Marią, którą osobiście przywitał na granicy państwa.
Poseł na sejm 1638 roku, sejm 1639 roku, sejm 1640 roku, sejm 1642 roku.
Był członkiem konfederacji generalnej zawiązanej 31 lipca 1648 roku. W 1648 roku był elektorem Jana II Kazimierza Wazy z województwa pomorskiego.
Gerard Denhoff został pochowany w Elblągu.